# Nemorhaedus
Genre
Les gorals sont des caprinés vivant en altitude dans les montagnes d'Asie. Ils appartiennent au genre d'orthographe polémique Nemorhaedus (Hamilton Smith, 1927) ou Naemorhedus (Hamilton Smith, 1927).
Ce taxon vient du latin nemor-haedus de nemus, nemoris « clairière » et haedus « chevreau ».
Bien qu'il s'agisse d'une faute d'orthographe, la forme Naemorhedus a été privilégiée au nom de l'antériorité. Groves et Grubb (1985) ont montré que ce taxon était incorrect.

## Liste des espèces
- Nemorhaedus baileyi (Pocock, 1914) — goral roux ou bouquetin du Népal
- Nemorhaedus caudatus (Milne-Edwards, 1867) — goral à longue queue
- Nemorhaedus goral (Hardwicke, 1825) — goral de l'Himalaya
- Nemorhaedus griseus (Milne-Edwards, 1871) — goral gris ou goral chinois

Les saros ou serows sont désormais classés sous le genre Capricornis.
- Naemorhedus crispus (Temminck, 1845) — saro du Japon
- Naemorhedus sumatraensis (Bechstein, 1799) — saro de Sumatra
- Naemorhedus swinhoei (Gray, 1862) — saro de Taïwan